# Discografia dei Coldplay
La discografia dei Coldplay, gruppo musicale pop rock britannico, comprende dieci album in studio, sei album dal vivo, dodici EP e oltre cinquanta singoli.
Oltre a queste pubblicazioni, il gruppo ha pubblicato anche una raccolta, tre DVD e oltre cinquanta video musicali.

## Album

### Album in studio
| Anno | Titolo | Classifiche | Classifiche | Classifiche | Classifiche | Classifiche | Classifiche | Classifiche | Classifiche | Classifiche | Classifiche | Classifiche | Certificazioni |
| Anno | Titolo | UK          | AUS         | CAN         | FRA         | GER         | IRL         | ITA         | NLD         | NZL         | SWE         | USA         | Certificazioni |
| ---- | --- | ----------- | ----------- | ----------- | ----------- | ----------- | ----------- | ----------- | ----------- | ----------- | ----------- | ----------- | --- |
| 2000 | Parachutes - Pubblicato: 10 luglio 2000 - Etichetta: Parlophone - Formati: CD, LP, download digitale                                | 1           | 2           | 19          | 31          | 54          | 2           | 11          | 7           | 4           | 5           | 51          | - AUS: Platino (3) - CAN: Platino (2) - FRA: Oro (2) - GER: Oro - ITA: Platino (2) - NZL: Platino (2) - SPA: Oro - SWI: Oro - UK: Platino (9) - USA: Platino (2)                             |
| 2002 | A Rush of Blood to the Head - Pubblicato: 26 agosto 2002 - Etichetta: Parlophone - Formati: CD, LP, download digitale               | 1           | 1           | 1           | 4           | 1           | 1           | 1           | 3           | 2           | 5           | 5           | - AUS: Platino (5) - CAN: Platino (4) - FRA: Oro (2) - GER: Oro (3) - ITA: Platino - NZL: Platino (2) - SPA: Oro - SWI: Oro - UK: Platino (10) - USA: Platino (4)                            |
| 2005 | X&Y - Pubblicato: 6 giugno 2005 - Etichetta: Parlophone - Formati: CD, LP, download digitale                                        | 1           | 1           | 1           | 1           | 1           | 1           | 1           | 1           | 1           | 1           | 1           | - AUS: Platino (4) - CAN: Platino (5) - FRA: Platino (2) - GER: Platino (3) - ITA: Platino (2) - NZL: Platino (4) - SPA: Platino (2) - SWI: Platino (2) - UK: Platino (9) - USA: Platino (3) |
| 2008 | Viva la vida or Death and All His Friends - Pubblicato: 12 giugno 2008 - Etichetta: Parlophone - Formati: CD, LP, download digitale | 1           | 1           | 1           | 1           | 1           | 1           | 1           | 1           | 1           | 1           | 1           | - AUS: Platino (4) - CAN: Platino (5) - FRA: Diamante - GER: Oro (7) - ITA: Platino (2) - NZL: Platino (2) - SPA: Platino (2) - SWI: Platino (3) - UK: Platino (5) - USA: Platino (2)        |
| 2011 | Mylo Xyloto - Pubblicato: 24 ottobre 2011 - Etichetta: Parlophone - Formati: CD, LP, download digitale                              | 1           | 1           | 1           | 1           | 1           | 1           | 1           | 1           | 1           | 1           | 1           | - AUS: Platino (2) - CAN: Platino (3) - FRA: Platino (3) - GER: Platino (2) - ITA: Platino (4) - NZL: Platino (2) - SPA: Platino - SWI: Platino (2) - UK: Platino (5) - USA: Platino         |
| 2014 | Ghost Stories - Pubblicato: 19 maggio 2014 - Etichetta: Parlophone - Formati: CD, LP, download digitale                             | 1           | 1           | 1           | 1           | 1           | 1           | 1           | 2           | 1           | 1           | 1           | - AUS: Platino (2) - CAN: Platino (2) - FRA: Platino (3) - GER: Oro (3) - ITA: Platino (3) - NZL: Oro - SPA: Oro - SWI: Platino (2) - UK: Platino (2) - USA: Platino (2)                     |
| 2015 | A Head Full of Dreams - Pubblicato: 4 dicembre 2015 - Etichetta: Parlophone - Formati: CD, LP, download digitale, streaming         | 1           | 2           | 2           | 4           | 3           | 3           | 2           | 2           | 4           | 3           | 2           | - AUS: Platino - CAN: Platino (2) - FRA: Platino (3) - GER: Oro (3) - ITA: Platino (5) - NZL: Platino - SPA: Platino - SWI: Platino - UK: Platino (4) - USA: Platino                         |
| 2019 | Everyday Life - Pubblicato: 22 novembre 2019 - Etichetta: Parlophone - Formati: CD, 2 LP, MC, download digitale, streaming          | 1           | 1           | 3           | 1           | 4           | 5           | 3           | 1           | 2           | 9           | 7           | - FRA: Platino - ITA: Platino - SPA: Oro - UK: Platino |
| 2021 | Music of the Spheres - Pubblicato: 15 ottobre 2021 - Etichetta: Parlophone - Formati: CD, 2 LP, MC, download digitale, streaming    | 1           | 1           | 2           | 1           | 2           | 1           | 4           | 1           | 2           | 3           | 4           | - CAN: Oro - FRA: Platino - ITA: Platino - SPA: Oro - UK: Oro |
| 2024 | Moon Music - Pubblicato: 4 ottobre 2024 - Etichetta: Parlophone - Formati: CD, 2 LP, MC, download digitale, streaming               | 1           | 1           | 2           | 3           | 1           | 1           | 1           | 1           | 2           | 1           | 1           | - UK: Platino - ITA: Oro |

### Album dal vivo
| Anno                                                                                               | Titolo | Classifiche               | Classifiche               | Classifiche               | Classifiche               | Classifiche               | Classifiche               | Classifiche               | Certificazioni                                                 |                           |
| Anno                                                                                               | Titolo | UK                        | AUS                       | CAN                       | FRA                       | GER                       | NZL                       | USA                       | Certificazioni                                                 |                           |
| -------------------------------------------------------------------------------------------------- | --- | ------------------------- | ------------------------- | ------------------------- | ------------------------- | ------------------------- | ------------------------- | ------------------------- | -------------------------------------------------------------- | ------------------------- |
| 2003                                                                                               | Live 2003 - Pubblicato: 4 novembre 2003 - Etichetta: Parlophone - Formati: CD+DVD, download digitale                                             | 46                        | 16                        | 10                        | 26                        | 34                        | 26                        | 13                        | - CAN: Platino (8) - GER: Oro (3) - UK: Platino (2) - USA: Oro |                           |
| 2009                                                                                               | LeftRightLeftRightLeft - Pubblicato: 15 maggio 2009 - Etichetta: Parlophone - Formati: Download digitale, CD                                     | Distribuito gratuitamente | Distribuito gratuitamente | Distribuito gratuitamente | Distribuito gratuitamente | Distribuito gratuitamente | Distribuito gratuitamente | Distribuito gratuitamente | Distribuito gratuitamente                                      | Distribuito gratuitamente |
| 2012                                                                                               | Live 2012 - Pubblicato: 16 novembre 2012 - Etichetta: Parlophone - Formati: CD+DVD, DVD+CD, BD, download digitale                                | —                         | —                         | —                         | 5                         | 3                         | —                         | —                         | - CAN: Platino (4) - ITA: Oro                                  |                           |
| 2014                                                                                               | Ghost Stories Live 2014 - Pubblicato: 24 novembre 2014 - Etichetta: Parlophone - Formati: CD+DVD, DVD+CD, BD+CD, download digitale               | —                         | —                         | —                         | 165                       | —                         | 24                        | 93                        | - FRA: Oro                                                     |                           |
| 2018                                                                                               | Live in Buenos Aires - Pubblicato: 7 dicembre 2018 - Etichetta: Parlophone - Formati: 2 CD, 2 CD+2 DVD, 3 LP+2 DVD, download digitale, streaming | 15                        | 18                        | 66                        | 16                        | 5                         | 30                        | 128                       | - FRA: Oro - UK: Argento                                       |                           |
| 2018                                                                                               | Love in Tokyo - Pubblicato: 7 dicembre 2018 - Etichetta: Parlophone - Formati: CD, download digitale, streaming                                  | —                         | —                         | —                         | —                         | —                         | —                         | —                         |                                                                |                           |
| "—" indica una pubblicazione che non si è classificata o che non è stata pubblicata in quel Paese. | |                           |                           |                           |                           |                           |                           |                           |                                                                |                           |

### Raccolte
| Anno | Titolo                                                                    |
| ---- | ------------------------------------------------------------------------- |
| 2007 | The Singles 1999-2006 - Pubblicato: 26 marzo 2007 - Etichetta: Parlophone |

## Extended play
| Anno                                                                                               | Titolo | Classifiche | Classifiche | Classifiche | Classifiche | Classifiche | Classifiche | Classifiche | Certificazioni |
| Anno                                                                                               | Titolo | UK          | AUS         | CAN         | GER         | IRL         | SWE         | USA         | Certificazioni |
| -------------------------------------------------------------------------------------------------- | --- | ----------- | ----------- | ----------- | ----------- | ----------- | ----------- | ----------- | -------------- |
| 1998                                                                                               | Safety E.P. - Pubblicato: 18 maggio 1998 - Etichetta: Autoproduzione - Formati: CD                                      | —           | —           | —           | —           | —           | —           | —           |                |
| 1999                                                                                               | The Blue Room E.P. - Pubblicato: 11 ottobre 1999 - Etichetta: Parlophone - Formati: CD, download digitale               | —           | —           | —           | —           | —           | —           | —           |                |
| 2001                                                                                               | Mince Spies - Pubblicato: dicembre 2001 - Etichetta: Parlophone - Formati: CD                                           | —           | —           | —           | —           | —           | —           | —           |                |
| 2003                                                                                               | Remixes - Pubblicato: 21 luglio 2003 - Etichetta: Parlophone - Formati: LP                                              | —           | —           | —           | —           | —           | —           | —           |                |
| 2008                                                                                               | Prospekt's March - Pubblicato: 24 novembre 2008 - Etichetta: Parlophone - Formati: CD, LP, download digitale            | 38          | 50          | 18          | 47          | 36          | 39          | 15          | - UK: Argento  |
| 2011                                                                                               | iTunes Festival: London 2011 - Pubblicato: 2011 - Etichetta: Parlophone - Formati: Download digitale                    | —           | —           | —           | —           | —           | —           | —           |                |
| 2011                                                                                               | Live in Madrid - Pubblicato: 2011 - Etichetta: Parlophone - Formati: Download digitale                                  | —           | —           | —           | —           | —           | —           | —           |                |
| 2016                                                                                               | Live from Spotify London - Pubblicato: 16 dicembre 2016 - Etichetta: Parlophone - Formati: streaming                    | —           | —           | —           | —           | —           | —           | —           |                |
| 2017                                                                                               | Kaleidoscope EP - Pubblicato: 14 luglio 2017 - Etichetta: Parlophone - Formati: CD, LP, download digitale, streaming    | —           | —           | —           | 9           | —           | 8           | —           | - ITA: Oro     |
| 2020                                                                                               | Reimagined - Pubblicato: 21 febbraio 2020 - Etichetta: Parlophone - Formati: download digitale, streaming               | —           | —           | —           | —           | —           | —           | —           |                |
| 2021                                                                                               | Infinity Station Sessions - Pubblicato: 2 dicembre 2021 - Etichetta: Parlophone - Formati: download digitale, streaming | —           | —           | —           | —           | —           | —           | —           |                |
| 2022                                                                                               | Spotify Singles - Pubblicato: 23 febbraio 2022 - Etichetta: Parlophone - Formati: streaming                             | —           | —           | —           | —           | —           | —           | —           |                |
| "—" indica una pubblicazione che non si è classificata o che non è stata pubblicata in quel Paese. | |             |             |             |             |             |             |             |                |

## Singoli
| Anno                                                                                               | Titolo                                                 | Classifiche | Classifiche | Classifiche | Classifiche | Classifiche | Classifiche | Classifiche | Classifiche | Classifiche | Classifiche | Classifiche | Certificazioni                                                                                                   | Album di provenienza                      |
| Anno                                                                                               | Titolo                                                 | UK          | AUS         | CAN         | FRA         | GER         | IRL         | ITA         | NLD         | NZL         | SWE         | USA         | Certificazioni                                                                                                   | Album di provenienza                      |
| -------------------------------------------------------------------------------------------------- | ------------------------------------------------------ | ----------- | ----------- | ----------- | ----------- | ----------- | ----------- | ----------- | ----------- | ----------- | ----------- | ----------- | --- | ----------------------------------------- |
| 1999                                                                                               | Brothers & Sisters                                     | 92          | —           | —           | —           | —           | —           | —           | —           | —           | —           | —           | | /                                         |
| 2000                                                                                               | Shiver                                                 | 35          | 57          | —           | —           | —           | —           | —           | —           | —           | —           | —           | - UK: Argento | Parachutes                                |
| 2000                                                                                               | Yellow                                                 | 4           | 5           | 24          | 96          | —           | 9           | —           | 38          | 23          | 21          | 48          | - AUS: Oro - ITA: Platino (3) - UK: Platino (5) - USA: Platino (4)                                               | Parachutes                                |
| 2000                                                                                               | Trouble                                                | 10          | —           | 16          | 60          | —           | 16          | 16          | 38          | 36          | —           | 115         | - ITA: Oro - UK: Oro                                                                                             | Parachutes                                |
| 2001                                                                                               | Don't Panic                                            | 130         | 57          | 40          | 60          | —           | —           | —           | 55          | —           | —           | 48          | - UK: Argento | Parachutes                                |
| 2002                                                                                               | In My Place                                            | 2           | 23          | 2           | 60          | 65          | 2           | 4           | 43          | 24          | 46          | 117         | - UK: Oro | A Rush of Blood to the Head               |
| 2002                                                                                               | The Scientist                                          | 10          | 40          | 6           | —           | 26          | 5           | 23          | 44          | —           | 84          | —           | - GER: Platino - ITA: Platino (3) - UK: Platino (4) - USA: Platino (4)                                           | A Rush of Blood to the Head               |
| 2003                                                                                               | Clocks                                                 | 9           | 28          | 7           | 65          | 50          | 15          | —           | 2           | 13          | 70          | 29          | - ITA: Platino - UK: Platino (2) - USA: Platino (2)                                                              | A Rush of Blood to the Head               |
| 2003                                                                                               | God Put a Smile upon Your Face                         | 100         | 43          | —           | —           | —           | —           | —           | 38          | 35          | —           | —           | - UK: Argento | A Rush of Blood to the Head               |
| 2005                                                                                               | Speed of Sound                                         | 2           | 9           | 2           | 42          | 19          | 11          | 2           | 6           | 13          | 3           | 8           | - AUS: Oro - CAN: Oro - ITA: Oro - UK: Oro - USA: Oro                                                            | X&Y                                       |
| 2005                                                                                               | Fix You                                                | 4           | 25          | 1           | —           | 65          | 8           | 13          | 43          | 17          | 26          | 59          | - AUS: Platino - ITA: Platino (3) - UK: Platino (4) - USA: Platino (3)                                           | X&Y                                       |
| 2005                                                                                               | Talk                                                   | 10          | 19          | 1           | 34          | 29          | 18          | 25          | 1           | 20          | 56          | 86          | - UK: Argento | X&Y                                       |
| 2006                                                                                               | The Hardest Part                                       | —           | 40          | —           | —           | —           | —           | 19          | 25          | 28          | —           | —           | | X&Y                                       |
| 2006                                                                                               | What If                                                | —           | —           | —           | —           | —           | —           | —           | —           | —           | —           | —           | | X&Y                                       |
| 2008                                                                                               | Violet Hill                                            | 8           | 9           | 6           | 36          | 10          | 13          | 9           | 9           | 5           | 4           | 40          | - AUS: Oro - UK: Oro                                                                                             | Viva la vida or Death and All His Friends |
| 2008                                                                                               | Viva la vida                                           | 1           | 2           | 4           | 7           | 5           | 3           | 2           | 1           | 16          | 7           | 1           | - AUS: Platino - GER: Platino (3) - ITA: Platino (5) - NZL: Platino (5) - UK: Platino (6) - USA: Platino (5)     | Viva la vida or Death and All His Friends |
| 2008                                                                                               | Lost!                                                  | 54          | 86          | 1           | —           | 73          | 22          | —           | 15          | —           | —           | 40          | | Viva la vida or Death and All His Friends |
| 2008                                                                                               | Lovers in Japan                                        | 131         | —           | 77          | —           | —           | —           | —           | 12          | —           | —           | 110         | | Prospekt's March                          |
| 2009                                                                                               | Life in Technicolor ii                                 | 28          | 63          | 92          | —           | —           | 29          | —           | 15          | —           | —           | —           | | Prospekt's March                          |
| 2009                                                                                               | Strawberry Swing                                       | 158         | —           | —           | —           | —           | —           | —           | 5           | —           | —           | —           | | Viva la vida or Death and All His Friends |
| 2010                                                                                               | Christmas Lights                                       | 13          | 32          | 9           | —           | 26          | 15          | 2           | 2           | 34          | 19          | 25          | - ITA: Platino - UK: Platino                                                                                     | /                                         |
| 2011                                                                                               | Every Teardrop Is a Waterfall                          | 6           | 14          | 9           | 20          | 24          | 9           | 3           | 1           | 13          | 47          | 14          | - AUS: Platino - ITA: Platino (2) - UK: Platino                                                                  | Mylo Xyloto                               |
| 2011                                                                                               | Paradise                                               | 1           | 3           | 13          | 5           | 12          | 2           | 2           | 2           | 3           | —           | 15          | - AUS: Platino (6) - CAN: Platino (3) - GER: Oro - ITA: Platino (3) - UK: Platino (4) - USA: Platino (3)         | Mylo Xyloto                               |
| 2012                                                                                               | Charlie Brown                                          | 22          | 94          | —           | —           | —           | 20          | 29          | 25          | —           | —           | 110         | - ITA: Oro - UK: Platino                                                                                         | Mylo Xyloto                               |
| 2012                                                                                               | Princess of China (con Rihanna)                        | 4           | 17          | 17          | 24          | 41          | 5           | 16          | 8           | 26          | —           | 20          | - AUS: Platino - ITA: Platino - UK: Platino (2)                                                                  | Mylo Xyloto                               |
| 2012                                                                                               | Up with the Birds/U.F.O.                               | —           | —           | —           | —           | —           | —           | —           | —           | —           | —           | —           | | Mylo Xyloto                               |
| 2012                                                                                               | Hurts Like Heaven                                      | 157         | —           | —           | —           | —           | —           | —           | —           | —           | —           | —           | | Mylo Xyloto                               |
| 2012                                                                                               | Up in Flames                                           | —           | —           | —           | —           | —           | —           | —           | —           | —           | —           | —           | | Mylo Xyloto                               |
| 2013                                                                                               | Atlas                                                  | 12          | 30          | 33          | 31          | 19          | 12          | 9           | 27          | 20          | —           | 69          | | The Hunger Games - Catching Fire          |
| 2014                                                                                               | Magic                                                  | 10          | 5           | 13          | 6           | 15          | 16          | 2           | 5           | 10          | 31          | 24          | - AUS: Platino (2) - CAN: Platino - ITA: Platino (3) - UK: Platino - USA: Platino                                | Ghost Stories                             |
| 2014                                                                                               | Midnight                                               | 48          | 25          | 27          | 5           | —           | —           | 2           | 8           | 11          | —           | 65          | - ITA: Oro - UK: Argento                                                                                         | Ghost Stories                             |
| 2014                                                                                               | A Sky Full of Stars                                    | 9           | 11          | 4           | 6           | 6           | 3           | 1           | 2           | 2           | —           | 24          | - AUS: Platino (2) - CAN: Platino (3) - GER: Platino (2) - ITA: Platino (5) - UK: Platino (3) - USA: Platino (4) | Ghost Stories                             |
| 2014                                                                                               | True Love                                              | 180         | —           | —           | —           | —           | —           | —           | —           | —           | —           | —           | | Ghost Stories                             |
| 2014                                                                                               | Ink                                                    | 156         | —           | —           | —           | —           | —           | —           | 80          | —           | —           | —           | - ITA: Oro | Ghost Stories                             |
| 2015                                                                                               | Adventure of a Lifetime                                | 7           | 14          | 11          | 2           | 5           | 8           | 3           | 11          | 12          | 27          | 13          | - AUS: Oro - CAN: Platino (2) - GER: Platino - ITA: Platino (4) - POL: Oro - UK: Platino (3) - USA: Platino (3)  | A Head Full of Dreams                     |
| 2016                                                                                               | Hymn for the Weekend                                   | 10          | 24          | 32          | 3           | 11          | 7           | 2           | 18          | —           | 38          | 64          | - CAN: Platino (3) - GER: Platino - ITA: Platino (8) - POL: Diamante - UK: Platino (4) - USA: Platino (5)        | A Head Full of Dreams                     |
| 2016                                                                                               | Up&Up                                                  | 71          | —           | —           | 161         | 79          | 95          | 32          | 65          | —           | —           | —           | - ITA: Platino (2) - POL: Oro - UK: Oro                                                                          | A Head Full of Dreams                     |
| 2016                                                                                               | A Head Full of Dreams                                  | —           | —           | —           | 156         | —           | —           | —           | 60          | —           | —           | —           | - ITA: Oro - UK: Argento                                                                                         | A Head Full of Dreams                     |
| 2016                                                                                               | Everglow                                               | 52          | 93          | 66          | 28          | 42          | 55          | 35          | 25          | —           | 60          | 106         | - CAN: Oro - ITA: Platino - UK: Platino                                                                          | A Head Full of Dreams                     |
| 2017                                                                                               | Something Just like This (con i The Chainsmokers)      | 2           | 2           | 3           | 11          | 4           | 3           | 4           | 6           | 5           | 4           | 3           | - CAN: Platino (6) - GER: Platino (2) - ITA: Platino (7) - UK: Platino (5) - USA: Platino (9)                    | Memories...Do Not Open                    |
| 2017                                                                                               | Hypnotised                                             | 70          | —           | 81          | 21          | —           | —           | 52          | —           | —           | —           | 112         | | Kaleidoscope EP                           |
| 2017                                                                                               | All I Can Think About Is You                           | —           | —           | —           | —           | —           | —           | —           | —           | —           | —           | —           | | Kaleidoscope EP                           |
| 2017                                                                                               | Aliens                                                 | —           | —           | —           | —           | —           | —           | —           | —           | —           | —           | —           | | Kaleidoscope EP                           |
| 2017                                                                                               | Miracles (Someone Special) (con Big Sean)              | 54          | —           | —           | —           | —           | 98          | 76          | 30          | 53          | 62          | —           | | Kaleidoscope EP                           |
| 2018                                                                                               | E-Lo (pubblicato come Los Unidades)                    | —           | —           | —           | —           | —           | —           | —           | —           | —           | —           | —           | | Global Citizen - EP 1                     |
| 2019                                                                                               | Arabesque                                              | —           | —           | —           | —           | —           | —           | —           | —           | —           | —           | —           | | Everyday Life                             |
| 2019                                                                                               | Orphans                                                | 27          | —           | 59          | 175         | 94          | 31          | 55          | 58          | —           | 37          | 106         | - ITA: Oro - UK: Argento                                                                                         | Everyday Life                             |
| 2019                                                                                               | Everyday Life                                          | —           | —           | —           | —           | —           | —           | —           | —           | —           | —           | —           | | Everyday Life                             |
| 2020                                                                                               | Champion of the World                                  | 93          | —           | —           | —           | —           | —           | —           | —           | —           | —           | —           | | Everyday Life                             |
| 2020                                                                                               | Flags                                                  | —           | —           | —           | —           | —           | —           | —           | —           | —           | —           | —           | | Everyday Life                             |
| 2021                                                                                               | Higher Power                                           | 12          | 44          | 31          | 98          | 36          | 20          | 52          | 45          | —           | 28          | 53          | - FRA: Oro - GER: Oro - ITA: Platino - UK: Platino                                                               | Music of the Spheres                      |
| 2021                                                                                               | Coloratura                                             | —           | —           | —           | —           | —           | —           | —           | —           | —           | —           | —           | | Music of the Spheres                      |
| 2021                                                                                               | My Universe (con i BTS)                                | 3           | 7           | 9           | 33          | 13          | 15          | 41          | 43          | 19          | 19          | 1           | - AUS: Platino - CAN: Platino (2) - FRA: Diamante - GER: Oro - ITA: Platino (2) - UK: Platino                    | Music of the Spheres                      |
| 2022                                                                                               | Let Somebody Go (con Selena Gomez)                     | 24          | —           | 45          | 115         | 74          | 25          | —           | 53          | 4           | 28          | 91          | - UK: Argento - ITA: Oro                                                                                         | Music of the Spheres                      |
| 2022                                                                                               | People of the Pride                                    | —           | —           | —           | —           | —           | —           | —           | —           | —           | —           | —           | | Music of the Spheres                      |
| 2022                                                                                               | Biutyful                                               | —           | —           | —           | —           | —           | —           | —           | —           | —           | —           | —           | | Music of the Spheres                      |
| 2022                                                                                               | Humankind                                              | —           | —           | —           | —           | —           | —           | —           | —           | —           | —           | —           | | Music of the Spheres                      |
| 2024                                                                                               | Feels like I'm Falling in Love                         | 16          | 54          | 82          | 66          | 31          | 17          | 80          | 33          | —           | 73          | 81          | - UK: Argento - CAN: Oro - FRA: Oro - SWI: Oro                                                                   | Moon Music                                |
| 2024                                                                                               | We Pray (feat. Little Simz, Burna Boy, Elyanna e Tini) | 20          | —           | 92          | 63          | 40          | 7           | 71          | 30          | —           | 79          | 87          | - UK: Argento - FRA: Platino                                                                                     | Moon Music                                |
| 2024                                                                                               | All My Love                                            | 43          | —           | —           | —           | —           | 42          | —           | 90          | —           | 46          | —           | | Moon Music                                |
| "—" indica una pubblicazione che non si è classificata o che non è stata pubblicata in quel Paese. |                                                        |             |             |             |             |             |             |             |             |             |             |             | |                                           |

## Altri brani entrati in classifica
| Anno                                                                                               | Titolo                       | Classifiche | Classifiche | Classifiche | Classifiche | Classifiche | Classifiche | Classifiche | Classifiche | Certificazioni           | Album di provenienza                          |
| Anno                                                                                               | Titolo                       | UK          | AUS         | CAN         | FRA         | GER         | IRL         | NLD         | USA         | Certificazioni           | Album di provenienza                          |
| -------------------------------------------------------------------------------------------------- | ---------------------------- | ----------- | ----------- | ----------- | ----------- | ----------- | ----------- | ----------- | ----------- | ------------------------ | --------------------------------------------- |
| 2008                                                                                               | Life in Technicolor          | 112         | —           | 92          | —           | —           | —           | —           | —           |                          | Viva la vida or Death and All His Friends     |
| 2008                                                                                               | Cemeteries of London         | 134         | —           | —           | —           | —           | —           | —           | —           |                          | Viva la vida or Death and All His Friends     |
| 2008                                                                                               | 42                           | 123         | —           | —           | —           | —           | —           | —           | —           |                          | Viva la vida or Death and All His Friends     |
| 2008                                                                                               | Death and All His Friends    | 183         | —           | —           | —           | —           | —           | —           | —           |                          | Viva la vida or Death and All His Friends     |
| 2008                                                                                               | Glass of Water               | 134         | —           | 92          | —           | —           | —           | —           | 123         |                          | Prospekt's March                              |
| 2008                                                                                               | Prospekt's March/Poppyfields | 182         | —           | —           | —           | —           | —           | —           | —           |                          | Prospekt's March                              |
| 2011                                                                                               | Major Minus                  | 133         | 72          | 68          | 71          | —           | —           | —           | 92          |                          | Mylo Xyloto                                   |
| 2014                                                                                               | Miracles                     | 95          | —           | —           | 153         | —           | —           | —           | 107         |                          | Unbroken (Original Motion Picture Soundtrack) |
| 2015                                                                                               | Birds                        | 156         | —           | —           | —           | —           | —           | 83          | —           | - ITA: Oro - UK: Argento | A Head Full of Dreams                         |
| 2019                                                                                               | Church                       | 94          | —           | —           | —           | —           | —           | —           | —           |                          | Everyday Life                                 |
| "—" indica una pubblicazione che non si è classificata o che non è stata pubblicata in quel Paese. |                              |             |             |             |             |             |             |             |             |                          |                                               |

## Videografia

### Video musicali
| Anno | Titolo                                | Regista/i                             |
| ---- | ------------------------------------- | ------------------------------------- |
| 1999 | Bigger Stronger                       | Mat Whitecross                        |
| 2000 | Shiver                                | Grant Gee                             |
| 2000 | Yellow                                | James & Alex                          |
| 2000 | Trouble                               | Sophie Muller                         |
| 2000 | Trouble (US version)                  | Tim Hope                              |
| 2001 | Don't Panic                           | Tim Hope                              |
| 2002 | In My Place                           | Sophie Muller                         |
| 2002 | The Scientist                         | Jamie Thraves                         |
| 2003 | Clocks                                | Dominic Leung                         |
| 2003 | God Put a Smile upon Your Face        | Jamie Thraves                         |
| 2005 | Speed of Sound                        | Mark Romanek                          |
| 2005 | Fix You                               | Sophie Muller                         |
| 2005 | Talk                                  | Anton Corbijn                         |
| 2006 | The Hardest Part                      | Mary Wigmore                          |
| 2008 | Violet Hill                           | Asa Mader                             |
| 2008 | Violet Hill (Dancing Politicians)     | Mat Whitecross                        |
| 2008 | Viva la vida                          | Hype Williams                         |
| 2008 | Viva la vida (Cover version)          | Anton Corbijn                         |
| 2008 | Lost!                                 | Mat Whitecross                        |
| 2008 | Lost+ (feat. Jay-Z)                   | Mat Whitecross                        |
| 2008 | Lovers in Japan                       | Mat Whitecross                        |
| 2008 | Lost?                                 | Paul O'Brien                          |
| 2009 | Life in Technicolor ii                | Dougal Wilson                         |
| 2009 | Strawberry Swing                      | Shynola                               |
| 2010 | Christmas Lights                      | Mat Whitecross                        |
| 2011 | Every Teardrop Is a Waterfall         | Mat Whitecross                        |
| 2011 | Paradise                              | Mat Whitecross                        |
| 2012 | Charlie Brown                         | Mat Whitecross                        |
| 2012 | Princess of China                     | Mat Whitecross                        |
| 2012 | Hurts Like Heaven                     | Mark Osborne                          |
| 2014 | Midnight                              | Mary Wigmore                          |
| 2014 | Magic                                 | Jonas Åkerlund                        |
| 2014 | Magic (Extended Director's Cut)       | Jonas Åkerlund                        |
| 2014 | A Sky Full of Stars                   | Mat Whitecross                        |
| 2014 | True Love                             | Jonas Åkerlund                        |
| 2014 | All Your Friends                      |                                       |
| 2014 | Ink (Live at the Royal Albert Hall)   |                                       |
| 2014 | Ghost Story                           |                                       |
| 2014 | Always in My Head (Artwork Animation) |                                       |
| 2014 | Ink                                   |                                       |
| 2015 | Adventure of a Lifetime               | Mat Whitecross                        |
| 2016 | Birds                                 | Marcus Haney                          |
| 2016 | Hymn for the Weekend                  | Ben Mor                               |
| 2016 | Up&Up                                 | Vania Heymann e Gal Muggia            |
| 2016 | A Head Full of Dreams                 | James Marcus Haney                    |
| 2019 | Orphans                               | Mat Whitecross                        |
| 2019 | Daddy                                 | Asa Lucander                          |
| 2019 | Everyday Life                         | Karena Evans                          |
| 2020 | Cry Cry Cry                           | Dakota Johnson e Cory Bailey          |
| 2020 | Champion of the World                 | Cloé Bailly                           |
| 2020 | Trouble in Town                       | Aoife McCardle                        |
| 2021 | Higher Power                          | Dave Meyers                           |
| 2021 | My Universe                           | Dave Meyers                           |
| 2022 | Let Somebody Go                       | Dave Meyers                           |
| 2022 | People of the Pride                   | Paul Dugdale                          |
| 2022 | Biutyful                              | Mat Whitecross                        |
| 2022 | Humankind                             | Stevie Rae Gibbs e James Marcus Haney |
| 2024 | Feels like I'm Falling in Love        | Ben Mor                               |